# Manuel de Montiano
General Manuel Joaquín de Montiano y Sopelana (Bilbao, 6 de janeiro de 1685 — Madri, 7 de janeiro de 1762) foi um militar e administrador colonial espanhol. Real Governador da Florida Espanhola, quando defendeu a península da Florida dos ataques da Coroa Britânica durante a Guerra da orelha de Jenkins e Real Governador do Panamá.